# Max van Poll
Maximus Josephus Maria (Max) van Poll (Roosendaal, 24 februari 1881 - Eindhoven, 25 september 1948) was een Nederlands journalist en politicus.
Van Poll begon zijn loopbaan als ambtenaar bij de gemeente Teteringen maar maakte naam als correspondent en redacteur bij verschillende regionale dagbladen. Van 1911 tot 1917 was hij hoofdredacteur van De Gelderlander en van 1917 tot 1919 van de Nieuwe Haarlemsche Courant.
In 1929 kwam hij voor de RKSP in de Tweede Kamer waar hij zich ontpopte tot specialist voor koloniale zaken en met name wat Nederlands-Indië betrof. Hij was na de Tweede Wereldoorlog lid van de Commissie-Generaal voor Nederlandsch-Indië, een drieledige adviesraad die gouverneur-generaal Van Mook bijstond in de onderhandelingen met Soekarno over de toekomst van de Republiek Indonesië.